# Manduca camposi
Manduca camposi is een vlinder uit de familie van de pijlstaarten (Sphingidae). De wetenschappelijke naam van de soort werd in 1932 gepubliceerd door William Schaus.